# Johan Paulik
Johan Paulik (ur. 14 marca 1975 w Bratysławie) – słowacki model i aktor pornograficzny, występujący w gejowskich filmach, współpracujący wyłącznie z Bel Ami Productions. W 2000 roku znalazł się na liście finalistów alei sław Hall of Fame - GayVN Awards.

## Wybrana filmografia
- Piña Colada (2006) – fotograf
- Cover Boys (2001)
- Johan's Big Chance (1998)
- You're Gorgeous (1998)
- An American in Prague (1997)
- Boy 3: Boy Wonder (1996)
- Out at Last (1996)
- Summer, the First Time (1996)
- Sunshine After the Rain (1996)
- Blue Danube (1995)
- The Chain Reaction (1995)
- Frisky Summer (1995)
- Lukas' Story II: When Boy Meets Boy (1995)
- Siberian Heat (1995)
- Lukas' Story (1994)
- The Plowboys (1994)
- Sauna Paradiso (1994)